# Republica Moldova la Jocurile Olimpice de vară din 2012
Republica Moldova a participat la Jocurile Olimpice de vară din 2012 din Londra, Regatul Unit în perioada 27 iulie-12 august 2012, cu o delegație de 20 de sportivi care au concurat în cadrul a 9 sporturi. Republica Moldova a obținut două medalii de bronz la haltere. În noiembrie 2016, Comitetul Olimpic Internațional a retras medaliile ambilor atleți medaliați pe motiv de utilizare a subbstanțelor interzise (doping).

## Medaliați
| Medalie        | Nume            | Sport   | Probă          | Dată     |
| -------------- | --------------- | ------- | -------------- | -------- |
| (descalificat) | Cristina Iovu   | Haltere | 53 kg feminin  | 29 iulie |
| (descalificat) | Anatolie Cîrîcu | Haltere | 94 kg masculin | 4 august |

## Atletism
La probele de atletism, 10 moldoveni au reușit să se califice:
Masculin
Probe pe drum și traseu
| Sportiv            | Probă            | Preliminare | Preliminare | Sfert de finală | Sfert de finală | Semifinală | Semifinală | Finală   | Finală  |
| Sportiv            | Probă            | Rezultat    | Loc         | Rezultat        | Loc             | Rezultat   | Loc        | Rezultat | Loc     |
| ------------------ | ---------------- | ----------- | ----------- | --------------- | --------------- | ---------- | ---------- | -------- | ------- |
| Ion Luchianov      | 3000 m obstacole | 8:22,09     | 5 q         | N/A             | N/A             | N/A        | N/A        | 8:28,15  | 10      |
| Iaroslav Mușinschi | Maraton          | N/A         | N/A         | N/A             | N/A             | N/A        | N/A        | 2:16:25  | 25      |
| Roman Prodius      | Maraton          | N/A         | N/A         | N/A             | N/A             | N/A        | N/A        | Abandon  | Abandon |

Probe pe teren
| Sportiv          | Probă                | Calificări | Calificări | Finală       | Finală       |
| Sportiv          | Probă                | Distanță   | Poziție    | Distanță     | Poziție      |
| ---------------- | -------------------- | ---------- | ---------- | ------------ | ------------ |
| Serghei Marghiev | Aruncarea ciocanului | 69,76      | 31         | Nu a avansat | Nu a avansat |

Feminin
Probe pe drum și pistă
| Sportiv         | Probă   | Preliminare | Preliminare | Sfert de finală | Sfert de finală | Semifinală   | Semifinală   | Finală       | Finală       |
| Sportiv         | Probă   | Rezultat    | Loc         | Rezultat        | Loc             | Rezultat     | Loc          | Rezultat     | Loc          |
| --------------- | ------- | ----------- | ----------- | --------------- | --------------- | ------------ | ------------ | ------------ | ------------ |
| Natalia Cerches | Maraton | N/A         | N/A         | N/A             | N/A             | N/A          | N/A          | 2:37:13      | 62           |
| Olesea Cojuhari | 400 m   | 53,64       | 5           | N/A             | N/A             | Nu a avansat | Nu a avansat | Nu a avansat | Nu a avansat |
| Elena Popescu   | 800 m   | 2:06,94     | 6           | N/A             | N/A             | Nu a avansat | Nu a avansat | Nu a avansat | Nu a avansat |

Probe pe teren
| Sportiv          | Probă                | Calificări                        | Calificări                        | Finală                            | Finală                            |
| Distanță         | Probă                | Poziție                           | Distanță                          | Poziție                           |                                   |
| ---------------- | -------------------- | --------------------------------- | --------------------------------- | --------------------------------- | --------------------------------- |
| Natalia Artic    | Aruncarea discului   | Descalificată din cauza dopajului | Descalificată din cauza dopajului | Descalificată din cauza dopajului | Descalificată din cauza dopajului |
| Marina Marghieva | Aruncarea ciocanului | Descalificată din cauza dopajului | Descalificată din cauza dopajului | Descalificată din cauza dopajului | Descalificată din cauza dopajului |
| Zalina Marghieva | Aruncarea ciocanului | 72,19                             | 9 q                               | 74,06                             | 8                                 |

## Box
Masculin
| Sportiv       | Probă | Primul meci          | Șaisprezecime         | Sferturi de finală | Semifinală        | Finală            | Finală       |
| Sportiv       | Probă | Adversar Rezultat    | Adversar Rezultat     | Adversar Rezultat  | Adversar Rezultat | Adversar Rezultat | Loc          |
| ------------- | ----- | -------------------- | --------------------- | ------------------ | ----------------- | ----------------- | ------------ |
| Vasili Belous | 69 kg | Kidunda (TAN) C 20–7 | Șeletiuk (UKR) P 7–15 | Nu a avansat       | Nu a avansat      | Nu a avansat      | Nu a avansat |

## Ciclism

### Ciclism pe șosea
| Sportiv     | Probă          | Time    | Loc     |
| ----------- | -------------- | ------- | ------- |
| Oleg Berdos | Cursă pe șosea | Abandon | Abandon |

## Haltere
| Sportiv         | Probă           | Smuls    | Smuls | Aruncat  | Aruncat | Total | Loc |
| Sportiv         | Probă           | Rezultat | Loc   | Rezultat | Loc     | Total | Loc |
| --------------- | --------------- | -------- | ----- | -------- | ------- | ----- | --- |
| Anatolie Cîrîcu | -94 kg masculin | 181      | 7     | 226      | 2       | 407   | 3   |
| Cristina Iovu   | -53 kg feminin  | 96       | 1     | 120      | 3       | 216   | 3   |

## Judo
| Sportiv        | Probă           | Primul meci               | Șaisprezecime           | Sferturi de finală | Semifinală        | Recalificări 1    | Recalificări 2    | Finală            | Finală       |
| Sportiv        | Probă           | Adversar Rezultat         | Adversar Rezultat       | Adversar Rezultat  | Adversar Rezultat | Adversar Rezultat | Adversar Rezultat | Adversar Rezultat | Loc          |
| -------------- | --------------- | ------------------------- | ----------------------- | ------------------ | ----------------- | ----------------- | ----------------- | ----------------- | ------------ |
| Sergiu Toma    | -81 kg masculin | Musil (CZE) C 1000–0001   | Nakai (JPN) P 0003–0101 | Nu a avansat       | Nu a avansat      | Nu a avansat      | Nu a avansat      | Nu a avansat      | Nu a avansat |
| Ivan Remarenco | -90 kg masculin | Denisov (RUS) P 0001–1000 | Nu a avansat            | Nu a avansat       | Nu a avansat      | Nu a avansat      | Nu a avansat      | Nu a avansat      | Nu a avansat |

## Lupte
Masculin stil liber
| Sportiv       | Probă  | Calificări        | Șaisprezecime         | Sferturi de finală        | Semifinală        | Repeșaj 1         | Repeșaj 2         | Finală            | Finală |
| Sportiv       | Probă  | Adversar Rezultat | Adversar Rezultat     | Adversar Rezultat         | Adversar Rezultat | Adversar Rezultat | Adversar Rezultat | Adversar Rezultat | Loc    |
| ------------- | ------ | ----------------- | --------------------- | ------------------------- | ----------------- | ----------------- | ----------------- | ----------------- | ------ |
| Nicolae Ceban | -96 kg | BYE               | Boltic (NGR) C 3–1 PP | Gogșelidze (GEO) P 0–3 PO | Nu a avansat      | Nu a avansat      | Nu a avansat      | Nu a avansat      | 11     |

Feminin stil liber
| Sportiv         | Probă  | Calificări        | Șaisprezecime         | Sferturi de finală    | Semifinală        | Recalificări 1    | Recalificări 2    | Finală            | Finală |
| Sportiv         | Probă  | Adversar Rezultat | Adversar Rezultat     | Adversar Rezultat     | Adversar Rezultat | Adversar Rezultat | Adversar Rezultat | Adversar Rezultat | Loc    |
| --------------- | ------ | ----------------- | --------------------- | --------------------- | ----------------- | ----------------- | ----------------- | ----------------- | ------ |
| Svetlana Saenko | -72 kg | BYE               | Vescan (FRA) C 3–1 PP | Wang J (CHN) P 0–5 VT | Nu a avansat      | Nu a avansat      | Nu a avansat      | Nu a avansat      | 10     |

## Natație
Men
| Sportiv         | Probă      | Calificări | Calificări | Semifinală   | Semifinală   | Finală       | Finală       |
| Sportiv         | Probă      | Time       | Loc        | Time         | Loc          | Time         | Loc          |
| --------------- | ---------- | ---------- | ---------- | ------------ | ------------ | ------------ | ------------ |
| Danila Artiomov | 100 m bras | 1:03,57    | 40         | Nu a avansat | Nu a avansat | Nu a avansat | Nu a avansat |

Feminin
| Sportiv        | Probă      | Calificări | Calificări | Semifinală   | Semifinală   | Finală       | Finală       |
| Sportiv        | Probă      | Time       | Loc        | Time         | Loc          | Time         | Loc          |
| -------------- | ---------- | ---------- | ---------- | ------------ | ------------ | ------------ | ------------ |
| Tatiana Chisca | 100 m bras | 1:13,30    | 40         | Nu a avansat | Nu a avansat | Nu a avansat | Nu a avansat |

## Tir
Feminin
| Sportiv          | Probă                    | Calificări | Calificări | Finală       | Finală       |
| Sportiv          | Probă                    | Points     | Loc        | Points       | Loc          |
| ---------------- | ------------------------ | ---------- | ---------- | ------------ | ------------ |
| Marina Zgurscaia | Pușcă aer comprimat 10 m | 377        | 29         | Nu a avansat | Nu a avansat |

## Tir cu arcul
| Sportiv   | Probă               | Probă sportivă | Probă sportivă | Proba de 64               | Proba de 32            | Proba de 16             | Calificări        | Semifinale        | Finală            | Finală       |
| Sportiv   | Probă               | Scor           | Seed           | Adversar Rezultat         | Adversar Rezultat      | Adversar Rezultat       | Adversar Rezultat | Adversar Rezultat | Adversar Rezultat | Loc          |
| --------- | ------------------- | -------------- | -------------- | ------------------------- | ---------------------- | ----------------------- | ----------------- | ----------------- | ----------------- | ------------ |
| Dan Olaru | Masculin individual | 654            | 47             | Kaminski (USA) (18) C 6–3 | Terry (GBR) (50) C 5–1 | Kim B-m (KOR) (2) P 1–7 | Nu a avansat      | Nu a avansat      | Nu a avansat      | Nu a avansat |